# Samsung Galaxy Player
Samsung Galaxy Player (также Samsung Galaxy S WiFi) — линейка портативных мультимедийных проигрывателей Samsung Electronics, работающих под управлением операционной системы Android. Судя по индексу YP эти устройства принадлежат к семейству Yepp, но само название бренда нигде не фигурирует.

## Модели
Samsung Galaxy Player 50 (Samsung YP-G50) — первое устройство в линейке. Работает под управлением операционной системы Android 2.1 (Eclair). В нём установлен ARMv6 процессор Samsung Hummingbird с тактовой частотой 667 МГц и 256 МБ оперативной памяти. Для хранения данных предусмотрено 8 или 16 ГБ встроенной памяти, которую можно расширить на 32 ГБ за счет карты памяти microSD. Модель поступила в продажу в декабре 2010 года.
Samsung Galaxy S WiFi 3.6 (Samsung YP-GS1) — модель появилась в продаже после 4.0 и 5.0. Имеет характеристики промежуточные между Samsung Galaxy Player 50 и Samsung Galaxy S WiFi 4.0.
Samsung Galaxy S WiFi 4.0 (или Samsung Galaxy Player 4, или Samsung YP-G1, или Samsung YP-GB1), как и модель WiFi 5.0, получил более мощный процессор (1 ГГц), вдвое больше оперативной памяти (512 МБ), экран с вдвое большим разрешением (800×480 пикселей) и лучшую камеру (плюс ещё и дополнительную для видеозвонков). К тому же, в отличие от младшей и старшей модели, здесь используется Super Clear LCD дисплей.
Samsung Galaxy S WiFi 4.2 (Samsung YP-GI1) — модель появилась в продаже после 4.0 и 5.0. Характеристики схожи с Samsung Galaxy S WiFi 4.0.
Samsung Galaxy S WiFi 5.0 (или Samsung Galaxy Player 5, или Samsung YP-G70, или Samsung YP-GB70) в отличие от младших Samsung Galaxy Player 50 и Samsung Galaxy S WiFi 4.0 не имеет съёмного аккумулятора и датчиков освещения и приближения, зато у основной камеры появилась светодиодная вспышка, а объём батареи значительно увеличился.